# Kullamäe (Veriora)
Kullamäe – wieś w Estonii, w prowincji Põlva, w gminie Veriora.